# 회오리바람

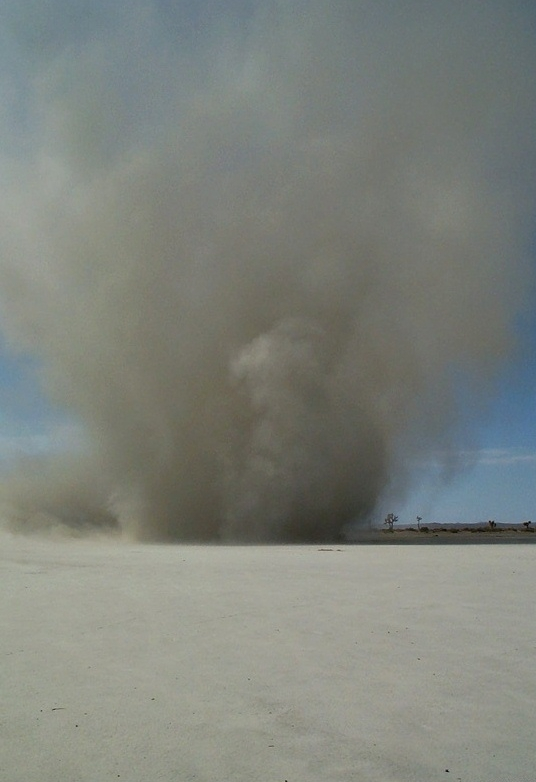
모하비 사막의 회오리바람

회오리바람(whirlwind)은 회전하는 기류운동으로, 작은 회오리(1미터도 채 안 되는 너비에 몇 미터 안 되는 높이)부터 큰 회오리(10미터가 넘는 너비에 1000미터가 넘는 높이)까지 다양하다. 회오리바람은 일반적으로 큰 피해를 주지 않지만 몇 안 되는 종류의 회오리바람은 빠르게 회전하는 강풍속에 휘말릴 수도 있고 돌멩이등의 파편이 맞을 수도 있으므로 가까이 접근하지 않는 것이 좋다.
회오리바람은 비상한 날씨 현상을 겪는 토네이도와 견줄 수 있지만 이 둘은 엄연히 다른 기상현상이다. 생긴 모양은 비슷하나, 토네이도는 뇌우의 뒤쪽 구름 벽에 붙어서 생성되는 상승기류인 반면, 돌개바람은 햇볕이 비치는 좋은 날씨에 생성되는 상승기류이다. 또한 피해규모로 봐도 토네이도는 집 한채를 파괴시킬정도의 막강한 위력을 가지고 있다.

## 형성
회오리바람은 지표 가까이에 있는 뜨거운 공기가 그 위에 존재하는 차가운 저기압 공기의 비좁은 공간을 통과하면서 급속히 떠오르면서 형성된다. 이러한 조건들이 갖추어지면 공기는 회전을 시작한다. 공기가 갑자기 떠오르면서 뜨거운 공기 기둥은 수직으로 늘어나 각운동량 보존이라는 과학적인 원칙에 따라 극대화를 일으킨다.
회오리바람의 이차유동(secondary flow)으로 인해 다른 뜨거운 공기들은 새로 형성된 소용돌이 밑바닥 안쪽을 향해 수평으로 빠르게 움직인다. 뜨거운 공기가 떠오르는 공기를 대체하기 위해 점점 소용돌이 쪽으로 빨려들어갈수록 회전효과는 더욱 심화된다.  완전하게 형성된 회오리바람은 뜨거운 공기가 위로, 또 원 안쪽으로 움직이며 통과하는 깔대기 모양의 굴뚝이 된다. 뜨거운 공기가 떠오르다가 식으면 부력을 잃고 끝내 상승을 멈춘다. 떠오른 뒤에 소용돌이 핵심 바깥쪽에서 내려가는 공기로 바뀐다. 이렇게 차갑게 된 공기는 회전하는 뜨거운 공기 바깥벽에 대해 균형을 맞추는 역할을 하는데 이렇게 하여 회오리바람의 구조는 안정적으로 유지된다.
표면 마찰과 더불어 회전 효과는 언제나 앞쪽으로 움직이게 하는 힘을 만들어 낸다. 회오리바람은 가까이에 있는 뜨거운 지표면 공기를 따라 이동하면서 스스로 지탱할 수 있게 된다.
지표면 가까이에 매우 뜨거운 공기가 회오리 바람으로 빨려들어가면 끝내 가까이에 있는 차가운 공기마저 회오리 안으로 빨려들어간다. 이러한 일이 일어나면 극단적인 결과를 낳게 되며 회오리바람은 일시에 흩어진다. 이러한 현상은 회오리 바람이 충분히 빨리 움직이지 못하게 되거나 지표의 온도가 더 차가운 지대로 들어가기 시작할 때 균형을 잃으면서 발생하게 된다.
아래 조건들은 회오리 바람을 일으킬 가능성을 높여 준다.
- 평평한 불모 지역, 사막, 아스팔트
- 맑은 하늘, 구름이 조금 낀 상태
- 무풍이나 가벼운 바람에 차가운 대기 온도

## 화성의 회오리바람

화성에서 스피릿호가 찍은 화성의 회오리바람. 왼쪽 아래에는 연속적으로 초 단위의 진행 시간을 보여 주고 있다. 세 개의 다른 회오리바람도 배경을 보면 볼 수 있다.

## 같이 보기
- 토네이도
- 허리케인
- 사이클론

## 참조
- Dixon, R.M.W.; Moore, Bruce; Ramson, W. S.; Thomas, Mandy (2006). 《Australian Aboriginal Words in English: Their Origin and Meaning》 2판. South Melbourne: Oxford University Press. ISBN 0-19-554073-5.